# Markovići (Budva)
Pour les articles homonymes, voir Markovići.
Markovići (en serbe cyrillique : Марковићи) est un village du sud du Monténégro, dans la municipalité de Budva.

## Démographie

### Évolution historique de la population
| 1948 | 1953 | 1961 | 1971 | 1981 | 1991 | 2003 |
| ---- | ---- | ---- | ---- | ---- | ---- | ---- |
| 85   | 88   | 90   | 42   | 12   | 29   | 94   |